# Championnat d'Europe féminin de hockey sur gazon 2015
Cet article traite de l'épreuve féminine. Pour la compétition masculine, voir Championnat d'Europe de hockey sur gazon masculin 2015.
Navigation
Édition précédente Édition suivante
Le Championnat d'Europe de hockey sur gazon féminin 2015 est la 12e édition du Championnat d'Europe de hockey sur gazon. Il se déroule à Londres, en Angleterre, en même temps que le Championnat d'Europe masculin. Le vainqueur est qualifié pour les Jeux olympiques de 2016 à Rio de Janeiro. Les deux dernières équipes sont reléguées en Championship II.

## Stade
Le tournoi se déroule dans les installations du parc olympique de Londres au Lee Valley Hockey and Tennis Centre, dans un stade pouvant accueillir 5 000 spectateurs.

## Équipes qualifiées
Huit équipes participent à la compétition. Aux six équipes les mieux classées du Championnat d'Europe 2013 s'ajoutent deux équipes promues : la Pologne et l'Italie rejoignent l'élite européenne, ayant terminé aux deux premières places du Championship II en 2013. Le tableau suivant rend compte du classement mondial des équipes participantes avant le début de la compétition.
| Équipes    | Rang FIH | Rang EHF | Poule |
| ---------- | -------- | -------- | ----- |
| Pays-Bas   | no 1     | n°1      | A     |
| Allemagne  | no 5     | n°2      | B     |
| Angleterre | no 7     | n°3      | B     |
| Belgique   | no 12    | n°4      | A     |
| Espagne    | no 14    | n°5      | A     |
| Italie     | no 16    | n°7      | B     |
| Écosse     | no 17    | n°8      | B     |
| Pologne    | no 24    | n°12     | A     |

## Phase de poules

### Poule A
| Équipe   | Score  | Équipe   |
| -------- | ------ | -------- |
| Belgique | 0 - 0  | Espagne  |
| Pays-Bas | 9 - 0  | Pologne  |
| Pologne  | 1 - 4  | Belgique |
| Espagne  | 1 - 8  | Pays-Bas |
| Espagne  | 10 - 0 | Pologne  |
| Pays-Bas | 5 - 0  | Belgique |

| Rang | Équipe   | Pts | J | V | N | P | BP | BC | Diff |
| ---- | -------- | --- | - | - | - | - | -- | -- | ---- |
| 1    | Pays-Bas | 9   | 3 | 3 | 0 | 0 | 22 | 1  | +21  |
| 2    | Espagne  | 4   | 3 | 1 | 1 | 1 | 11 | 8  | +3   |
| 3    | Belgique | 4   | 3 | 1 | 1 | 1 | 4  | 6  | -2   |
| 4    | Pologne  | 0   | 3 | 0 | 0 | 3 | 1  | 23 | -22  |

|  | Qualifiés pour la phase finale (no 1, no 2).        |
|  | Qualifiés pour la phase de classement (no 3, no 4). |

### Poule B
| Équipe     | Score | Équipe     |
| ---------- | ----- | ---------- |
| Angleterre | 2 - 1 | Écosse     |
| Allemagne  | 4 - 0 | Italie     |
| Écosse     | 1 - 2 | Allemagne  |
| Italie     | 0 - 2 | Angleterre |
| Écosse     | 3 - 1 | Italie     |
| Angleterre | 4 - 1 | Allemagne  |

| Rang | Équipe     | Pts | J | V | N | P | BP | BC | Diff |
| ---- | ---------- | --- | - | - | - | - | -- | -- | ---- |
| 1    | Angleterre | 9   | 3 | 3 | 0 | 0 | 8  | 2  | +6   |
| 2    | Allemagne  | 6   | 3 | 2 | 0 | 1 | 7  | 5  | +2   |
| 3    | Écosse     | 3   | 3 | 1 | 0 | 2 | 5  | 5  | 0    |
| 4    | Italie     | 0   | 3 | 0 | 0 | 3 | 1  | 9  | -8   |

|  | Qualifiés pour la phase finale (no 1, no 2).        |
|  | Qualifiés pour la phase de classement (no 3, no 4). |

## Phase de classement
La phase de classement est la poule des équipes qui se sont classées 3e et 4e au 1er tour. Les résultats entre deux équipes lors du 1er tour sont comptabilisés.
| Équipe   | Score | Équipe  |
| -------- | ----- | ------- |
| Pologne  | 1 - 1 | Italie  |
| Belgique | 1 - 0 | Écosse  |
| Belgique | 4 - 3 | Italie  |
| Écosse   | 2 - 0 | Pologne |

| Rang | Équipe   | Pts | J | V | N | P | BP | BC | Diff |
| ---- | -------- | --- | - | - | - | - | -- | -- | ---- |
| 5    | Belgique | 9   | 3 | 3 | 0 | 0 | 9  | 4  | +5   |
| 6    | Écosse   | 6   | 3 | 2 | 0 | 1 | 5  | 2  | +3   |
| 7    | Italie   | 1   | 3 | 0 | 1 | 2 | 5  | 8  | -3   |
| 8    | Pologne  | 1   | 3 | 0 | 1 | 2 | 2  | 7  | -5   |

|  | Maintien en Championship I (no 5 et no 6).    |
|  | Relégation en Championship II (no 7 et no 8). |

## Phase finale
|  | Demi-finales            | Demi-finales            |                        |       | Finale                  | Finale                  |
|  | Demi-finales            | Demi-finales            |                        |       | Finale                  | Finale                  |
|  |                         |                         |                        |       |                         |                         |
|  | 28 août 2015 13h15 CEST | 28 août 2015 13h15 CEST |                        |       | 30 août 2015 16h00 CEST | 30 août 2015 16h00 CEST |
|  | 28 août 2015 13h15 CEST | 28 août 2015 13h15 CEST |                        |       | 30 août 2015 16h00 CEST | 30 août 2015 16h00 CEST |
|  | Pays-Bas                | 1                       |                        |       | 30 août 2015 16h00 CEST | 30 août 2015 16h00 CEST |
|  | Pays-Bas                | 1                       |                        |       | 30 août 2015 16h00 CEST | 30 août 2015 16h00 CEST |
|  | Allemagne               | 0                       |                        |       | 30 août 2015 16h00 CEST | 30 août 2015 16h00 CEST |
|  | Allemagne               | 0                       | Pays-Bas               | 2 (1) |                         |                         |
|  | 28 août 2015 19h30 CEST |                         | Pays-Bas               | 2 (1) |                         |                         |
|  |                         | Angleterre              | 2 (3)                  |       |                         |                         |
|  | Angleterre              | Angleterre              | 2 (3)                  | 2     |                         |                         |
|  | Angleterre              |                         |                        | 2     |                         |                         |
|  | Espagne                 | 1                       |                        |       |                         |                         |
|  | Espagne                 | 1                       | Match pour la 3e place |       |                         |                         |
|  |                         |                         |                        |       |                         |                         |
|  | 30 août 2015 13h30 CEST |                         |                        |       |                         |                         |
|  |                         |                         |                        |       |                         |                         |
|  | Allemagne               | 5                       |                        |       |                         |                         |
|  | Allemagne               | 5                       |                        |       |                         |                         |
|  | Espagne                 | 1                       |                        |       |                         |                         |
|  | Espagne                 | 1                       |                        |       |                         |                         |

### Demi-finales
| Demi-finale 1             | Pays-Bas         | 1 - 0 | Allemagne |  |  |
| 28 août 2015 13 h 15 CEST | Ginella Zerbo 6e |       |           |  |  |

| Demi-finale 2             | Angleterre                       | 2 - 1 | Espagne            |  |  |
| 28 août 2015 19 h 30 CEST | Alex Danson 4e · Lily Owsley 52e |       | 44e Georgina Oliva |  |  |

### Petite finale
| Petite finale             | Allemagne | 5 - 1 | Espagne              |  |  |
| 30 août 2015 13 h 30 CEST | Charlotte Stapenhorst 12e · Charlotte Stapenhorst 19e · Lisa Altenburg 22e · Eileen Hoffmann 29e · Charlotte Stapenhorst 32e |       | 44e Carlota Petchame |  |  |

### Finale
| Finale                    | Angleterre                        | 2 - 2 | Pays-Bas                                        |  |  |
| 30 août 2015 16 h 00 CEST | Sophie Bray 52e · Lily Owsley 54e |       | 40e Caia van Maasakker · 43e Caia van Maasakker |  |  |
| 30 août 2015 16 h 00 CEST | Tirs au but 3 - 1                 |       |                                                 |  |  |

| Championnes d'Europe de hockey sur gazon Angleterre 2e titre |

## Classement final
| Place              | Équipe     | Résultat                            |
| ------------------ | ---------- | ----------------------------------- |
| Médaille d'or      | Angleterre | Championnes d'Europe                |
| Médaille d'argent  | Pays-Bas   | Vice-championnes d'Europe           |
| Médaille de bronze | Allemagne  | Vainqueur du match pour la 3e place |
| 4                  | Espagne    | Perdant du match pour la 3e place   |
| 5                  | Belgique   | Maintien en Championship I          |
| 6                  | Écosse     | Maintien en Championship I          |
| 7                  | Italie     | Relégation en Championship II       |
| 8                  | Pologne    | Relégation en Championship II       |